# ジャック・スガール
ジャック・スガール（Jacques Sgard、1929年 - ）は、
フランスのペイザジスト。
オランダ出身の人物で、フランスに渡り、フランスの都市景観に関するあり方を提示し、造園教育に導入していった人物。フランスでは「Bundesgartenschau」（花のディスプレイ）の伝統から公共スペースに関われることはドイツなどに比べ少ないが、この分野ランドスケープアーキテクトの新しい公園を作成したり、公共の場所を更生する機会を与えていく。
また、マルメゾンでは水辺の環境研究にも取り組んでいる。

## 経歴
1967年、ヴェルサイユにあった園芸学校（現在のENSP）生態学のコース（2期生）を卒業し、本国オランダのJ.T.P.バイフウェルの設計事務所に勤務。その後フランスで1960年代から新しい町や郊外の大規模なセットの建設で仕事を始めた。いくつかの花のディスプレイに参加していく。
1962年にモールレット集合住宅団地（マルセイユ）建設にベルナール・ラシュスらと参加。
1970年に、パリのパルク・フローラル・ヴァンセンヌの南入り口に彫刻された庭の実現「庭の彫刻」「詩人の庭」は、石、芝生によるシンプルな材料とシンプルな形で知られる。
1973年から1976年にかけて、マウントBeronのマルヌZUP（Marne ZUP du Mont Beron）建設に参加。 4000人の住民を含む、大規模な屋外スペースの集合住宅を実現。 パルク・フローラルヴァンセンヌ地域を再生。 
1972年から1973年、ラ・デファンス建設事業に参加。1972年から1981年にかけて、ナンテールのアンドレ·マルロー公園建設に参加。プレイエリアと海砂と浅いプールを作る。ナンテールは1950年には主に北アフリカ起源の労働者が住むスラムと化し、1965年には、調査により約10,000人（ナンテールの人口の10％）いたが徐々にデファンスの開発プロジェクト内に構築された建物を再配置させていく。 750ヘクタールもの土地を都市化するこのプロセスは、1958年に作成されEPAD（デファンス管理協会）によって行われる。1964年に承認された開発計画は、機能主義の理論を適用されるが高層ビル群に公園ために休息密度の高い広大な土地を提供。
1968年から、ジャック・カリシやロジャー・セーラムらが建築の国立学校（パリ・ラ・ヴィレット建築学校）でペイサージュ教育を開始していく。スガールは1971年に風景と公園論の授業が国に承認されたため、プログラム開発に招聘された。ランドスケープ・プランニング教育としてスガールは、都市公園の中でドイツの公園に、 "Bundesgartenschau"が導入されたとしてこれにインスピレーションを受けた。こうしてザールブリュッケンやカールスルーエでプロジェクトに取り組んでいくことで、この概念を発見。遊び場のモデル "砂の海"を1978年頃に発表。
1993年から1995年、パルクデュボワ·デ·パインズ（レバノン・ベイルート）を手がける。
1994年、グランプリ·デュ·コンテンツ・ペイサージュ受賞。